# (35132) 1992 PY3
1992 PY3 (asteroide 35132) é um asteroide da cintura principal. Possui uma excentricidade de 0.30184500 e uma inclinação de 4.86235º.
Este asteroide foi descoberto no dia 2 de agosto de 1992 por Henry E. Holt em Palomar.